# Киркланд, Джеймс
Джеймс Иен Киркланд (англ. James Ian Kirkland; род. 24 августа 1954 года) — американский палеонтолог и геолог. Он работал с ископаемыми остатками динозавров, найденных на юго-западе США и Мексике и является первооткрывателем нескольких новых видов. Он назвал или принимал участие в названии анимантаркса, Cedarpelta, Eohadrosaurus (nomen nudum, сейчас называется эоламбия), Jeyawati, гастонии, Mymoorapelta, Nedcolbertia, ютараптора, зуницератопса, эуропельты и диаблоцератопса. В тех же слоях, где он нашёл гастонию и ютараптора, Киркланд откопал остатки терезинозавров нотрониха и фалкария.

## Карьера
Родился 24 августа 1956 года в Вэймауте, штат Массачусетс. Является адъюнкт-профессором геологии в англ. Mesa State College, Гранд-Джанкшен, штат Колорадо, США. Доцент Университета штата Юта, Солт-Лейк-Сити, штат Юта, и научный сотрудник в Денверском Музее естественной истории и Музее природы и науки в Денвере, штат Колорадо. Последние десять лет является «палеонтологом штата Юта» для Геологического общества Юты (англ. Utah Geological Survey). Он выдает разрешения на палеонтологические изыскания в государственных землях этого штата, следит за палеонтологическими исследованиями по всему штату, и способствует служению палеонтологических ресурсов Юты для общественного блага.
Эксперт по мезозою, провёл более 30 лет на раскопках окаменелостей на юго-западе США и Мексике, является автором и соавтором более 75 научных работ по палеонтологии. Его интересы простираются на реконструкцию древней морской и наземной экологии, биостратиграфию, палеоэкологию и массовое вымирание. Помимо динозавров, он описал и назвал несколько видов моллюсков и рыб.
Его исследования среднего мела Юты указывают, что формирование Аляски и начало великого взаимообмена фауной между Азией и Северной Америкой произошли около 100 миллионов лет назад, что подтвердили его многочисленные поездки в Китай и Монголию.
Вместе с Дианой Кэри написал роман «Первый рубеж» (англ. First Frontier) для вселенной Звёздный путь.